# Aspapses (sàtrapa)
Aspapses (també Astaspes, persa Aštāspa) va ser un oficial persa, sàtrapa de Carmània sota Darios III de Pèrsia.
Alexandre el Gran el va confirmar en la satrapia després de conquerir Persis l'any 330 aC. Mentre Alexandre era a l'Indus, Aspapses va provar de revoltar-se però va fracassar. Quan Alexandre va retornar, el va anar a trobar per demanar-li perdó; inicialment Alexandre el va tractar amablement però després el va fer matar, segons diu Quint Curci Ruf.